# Heide Braukmüller
Heide Braukmüller, geb. Klinkhamer (* 30. März 1940 in Oldenburg; † 24. Februar 2017) war Lehrerin in Stiekelkamperfehn und in Weener sowie Museumslehrerin bei der Ostfriesischen Landschaft in Aurich.

## Biografie
Braukmüller verbrachte ihre Kindheit und Jugend in Leer (Heisfelde und Loga). Seit 1964 lebte Braukmüller im rheiderländischen Weener.

### Ausbildung
Sie besuchte die Volksschule, Höhere Handelsschule und Oberschule für Mädchen, das heutige Teletta-Groß-Gymnasium Leer.
Nach dem Abitur studierte sie an der Pädagogischen Hochschule in Hannover auf Lehramt an Volksschulen und in Oldenburg auf Lehramt an Realschulen. Ein weiteres Studium erfolgte an der Carl von Ossietzky-Universität in Oldenburg. Sie promovierte dort bei Helmut Freiwald über die dänische Verwaltung Kalaallit Nunaats/Grönlands (Dr. rer. pol.), bei Heinrich Schmidt über Rheiderländer Ziegeleien und ihre Arbeiter (Dr. phil.).

### Forschungs- und Arbeitsgebiete
Braukmüller widmete sich sozialgeschichtlichen Forschungen und veröffentlichte zur Arbeiter-, Schul- und Frauengeschichte.
Ehrenamtlich war sie Leiterin des Heimatmuseums Weener und Vorsitzende des Freien Deutschen Autorenverbandes.

### Auszeichnungen
Braukmüller wurde 2001 für die Erforschung der ostfriesischen bzw. rheiderländischen Alltagsgeschichte von der Ostfriesischen Landschaft der Weeneranerin der Upstalboom-Taler verliehen.
2008 erhielt sie für ihre wissenschaftliche Arbeiten über die Geschichte des Rheiderlandes die Weener-Medaille.

## Werke
- Grönlands Weg der Dekolonisation. LIT, Münster 1990, 1997, 1998, ISBN 3-927139-27-0.
- Kommunale Selbstverwaltungstätigkeit der Gemeinden. LIT, Münster 1994, ISBN 3-8258-2333-4.
- Van Kleiland, Tichelwarken un Backstenen. Mo Bi Le (Ostfriesische Landschaft), Aurich, 1983, 1984, 1991.
- Hermann Gerson ...geflüchtet aus Deutschland nach Argentinien. Rautenberg, Leer 1996, ISBN 3-7921-0582-9.
- Lipper Ziegler im Rheiderland. Rautenberg, Leer 1997, ISBN 3-7921-0594-2.
- Torflöschen in Weener an der Ems. Rautenberg, Leer 1997, ISBN 3-7921-0593-4.
- Alltag an Ems und Dollart. Reinhard, Leer 1996, ISBN 3-927139-14-9.
- Karl Freede – ein ostfriesischer Chronist. Reinhard, Leer 1996, ISBN 3-927139-21-1.
- Die Geschichte der Evenburg. Reinhard, Leer 1996, ISBN 3-927139-24-6.
- Wilhelmine Siefkes. Reinhard, Leer 1996, ISBN 3-927139-25-4.
- Frauen auf der Ziegelei. Reinhard, Leer 1996, ISBN 3-927139-18-1.
- Mädchen auf der Winterschule. Reinhard, Leer 1997, ISBN 3-927139-34-3.
- Goldene Kindheit. Reinhard, Leer 1998, ISBN 3-927139-41-6.
- Ein Ziegler alten Schlages – Harm Surmeyer. Reinhard, Leer 1998, ISBN 3-927139-37-8.
- Wörtersammlung zur niederdeutschen Sprache. Reinhard, Leer 1998, ISBN 3-927139-38-6.
- Ziegeleien im Rheiderland. Reinhard, Leer 1999, ISBN 3-927139-44-0.
- ...lasset uns Ziegel brennen. Risius, Weener 2000, ISBN 3-88761-071-7.
- Wilhelmine Siefkes. Risius, Weener 2000, ISBN 3-88761-070-9.
- Du sollst nicht falsch Zeugnis geben. Risius, Weener 2002, ISBN 3-88761-077-6.
- Du sallst neet mit Lögens umgahn. Risius, Weener 2003, ISBN 3-88761-086-5.
- Lehrerin Gräfin von Wedel. Verlag H. Risius, Weener, 2002, ISBN 3-88761-071-7.
- Neske Davids. Risius, Weener 2003, ISBN 3-88761-087-3.
- Neske Davids.Sollermann, Leer 1991, 1992, 1996, ISBN 3-928612-01-8.
- Postbote Wessel Kramer. Sollermann, Leer 1996, ISBN 3-928612-23-9.
- Vom Bergmann zum Spielzeugmacher. Sollermann, Leer 1996, ISBN 3-928612-24-7.
- Dissertation Rheiderländer Ziegeleien und ihre Arbeiterschaft im 20. Jahrhundert. Sollermann, Leer 2007, ISBN 978-3-938897-18-8.
- Gibt's den deutschen Adel doch noch? Eine kleine Betrachtung. Sollermann, Leer 2008, ISBN 978-3-938897-03-4.
- Entfesselungskünstler August Honsel und Frau. 1Druck, Leer 2010, ISBN 978-3-941578-07-4.
- Wörtersammlung zur niederdeutschen Sprache auf den Ziegeleien des Rheiderlandes. DD Druck Digital, Leer 2011, ISBN 978-3-941578-13-5.
- Vogelfrei, Kopfgeld, Feindes Kinder. 1Druck, Leer 2011, ISBN 978-3-941578-11-1.
- Gallimarkt – Glückstopf meiner Kindheit. 1Druck, Leer 2011, ISBN 978-3-941578-18-0.
- 48 Blatt. (Spielkarten) Eine kleine Kindheitserinnerung. 1 Druck, Leer 2012, ISBN 978-3-941578-24-1.
- Eine Kommode mit berührender Geschichte (Provenienceforschung). Rosalie Israels Hab und Gut unterm Hammer. 1 Druck, Leer 2014, ISBN 978-3-941578-32-6.

## Herausgegebene Bücher
- Anneliese Friedrichs: Meine Kontorzeit in Stettin. Rautenberg, Leer 1997, ISBN 3-7921-0595-0.
- Hildegard Jansen: Auf der Flucht von Schlesien ins Rheiderland. Reinhard, Leer 1995, ISBN 3-927139-15-7.
- Anneliese Friedrichs: Geflüchtet von Pommern nach Ostfriesland. Reinhard, Leer 1996, ISBN 3-927139-22-X.
- Herta Eisenblätter: Geflüchtet von Ostpreußen nach Ostfriesland. Reinhard, Leer 1996, ISBN 3-927139-23-8.
- Ursula Block: Mein schwieriger Weg: Sonderschule Weener. Reinhard, Leer 1997, ISBN 3-927139-33-5.
- Dr. Nordbeck und Philaletes: 1) Die Aufhebung der Pfarrstelle in Landschaftspolder. 2) Die Geschichte einer Landarbeitersiedlung. Reinhard, Leer 1998, ISBN 3-927139-35-1.
- Friedrich W. Beekmann: Geschichte der ostfriesischen Ziegeleien. Reinhard, Leer 1998, ISBN 3-927139-43-2.
- Gertrud Bäumer, Helene Lange, Gesine Nordbeck, Max Weber: Zwischen zwei Gesetzen. Reinhard, Leer 1998, ISBN 3-927139-36-X.
- Wilhelm Korte: Diele. Sollermann, Leer 1997, ISBN 3-928612-29-8.
- Theda Gräfin von Wedel: Fibeln für Tichelwarf. Risius, Weener 2002, ISBN 3-88761-079-2.
- Theda Gräfin von Wedel: Die Verwendungsmöglichkeit plattdeutscher Literatur in der Grundschule. Risius, Weener 2003, ISBN 3-88761-080-6.
- Theda Gräfin von Wedel: Die Motette. Risius, Weener 2003, ISBN 3-88761-085-7.
- Mathilde Gräfin von Wedel: Das Leben auf der Evenburg. Risius, Weener 2002, ISBN 3-88761-076-8.
- Pastor Dr. jur. Arnold Nordbeck: Erinnerungen. 1 Druck, Leer 2009, ISBN 978-3-941578-01-2.